# Hekeser Steine
Die Hekeser Steine sind zwei zwischen 3500 und 2800 v. Chr. entstandene megalithische Grabanlagen der jungsteinzeitlichen Trichterbecherkultur (TBK) in Niedersachsen. Sie liegen südlich von Hekese, einem Ortsteil von Berge, und nördlich von Restrup, einem Ortsteil von Bippen. Als einzige in Deutschland sind sie mit einer Steinreihe verbunden. Die Anlage liegt an der Straße der Megalithkultur.
Beide Anlagen vom Typ Emsländische Kammer sind leicht trapezoid und hatten neun Decksteine, von denen die beiden äußeren und der Mittlere auf drei Steinen in Form von Dreipunktauflagen aufliegen, während übrigen Decksteingruppen (zwei mal drei Steine) als Joche errichtet wurden.

## Nordkammer B
Die nördliche der Kammern (Sprockhoff-Nr. 883) ist verhältnismäßig gut erhalten. Von den 20 erhaltenen Tragsteinen stehen viele noch in situ. Von den sieben vorhandenen Decksteinen liegt einer auf, die übrigen sind in die 19 Meter lange und 3,5 – 2,7 m breite trapezoide Kammer verstürzt und teilweise zerbrochen. Der Zugang des Ganggrabes soll sich in der Mitte der südwestlichen Langseite befunden haben, wo eine Lücke klafft.

## Südkammer A

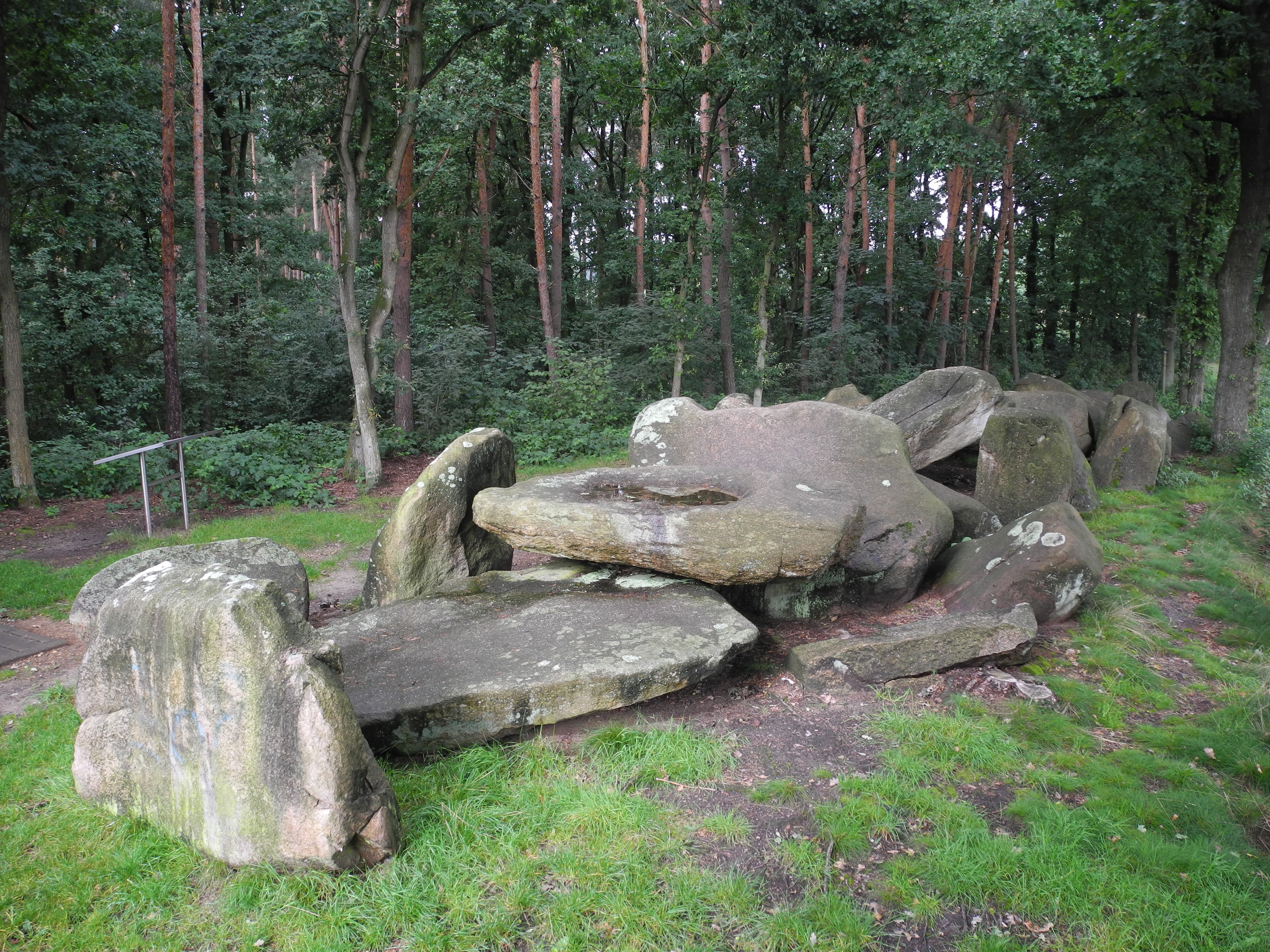
Hekeser Steine Grab A

Etwa 50 m südlich und leicht versetzt liegt das zweite, ebenfalls relativ gut erhaltene, 20 Meter lange und 2,6–3,0 m breite trapezoide Ganggrab (Sprockhoff-Nr. 884). Elf Tragsteine bilden die südwestliche Längsseite und neun die nordöstliche. Einige von diesen, wie auch einer der Schlusssteine sind verkippt. Alle neun Decksteine sind vorhanden, aber in die Kammer verstürzt. Der Zugang wird in der Mitte der südwestlichen Langseite vermutet. 

## Steinreihe

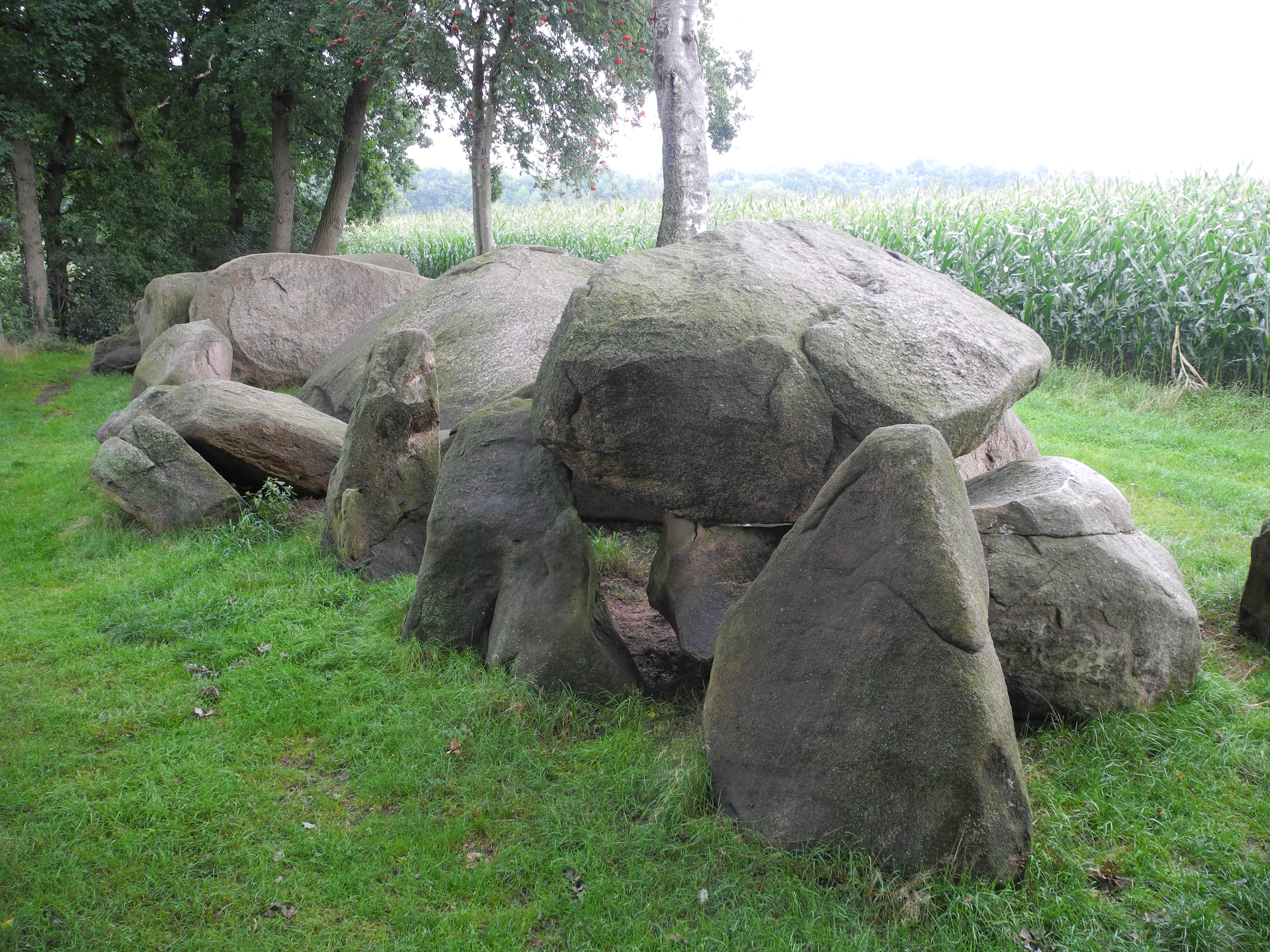
Hekeser Steine Grab B

Ungewöhnlich ist die Steinreihe, die zwischen den beiden Kammern verläuft. Auf einer Länge von 53 Metern verbinden Menhire in einer leicht geschwungenen, nicht ganz lückenlosen Linie die Kammern. Man hat versucht, die Steinsetzung als Rest einer Einfassung anzusprechen. Jedoch zeigt sich, dass die Reihe auf den Mittelachsen der Kammern ansetzt und nicht seitlich von diesen. Ähnliche Steinsetzungen sind sonst nur aus der Megalithik Westeuropas bekannt. Das einzige weitere Beispiel aus Mitteleuropa war eine Steinreihe zwischen den im 19. Jahrhundert zerstörten Großsteingräbern 8 und 9 bei Emmendorf im Landkreis Uelzen. Da von beiden Plätzen keine Befunde vorliegen, bleibt die Funktion der Steinreihe unbekannt.